# Nội các Ngô Đình Diệm lần 1
Nội các Ngô Đình Diệm lần 1 là nội các chính phủ thứ 12 của Việt Nam, và là chính phủ cuối cùng của chính thể Quốc gia Việt Nam, kết thúc với việc Thủ tướng Ngô Đình Diệm tuyên bố thành lập Việt Nam Cộng hòa ngày 26 tháng 10 năm 1955.
Người đứng đầu chính phủ là Thủ tướng Ngô Đình Diệm.

## Nội các đầu tiên
Thành phần nội các thành lập ngày 6 tháng 7, 1954
| STT | Chức vụ                                                         | Tên                | Ghi chú                               |
| --- | --------------------------------------------------------------- | ------------------ | ------------------------------------- |
| 1   | Thủ tướng                                                       | Ngô Đình Diệm      | kiêm Tổng trưởng Nội vụ và Quốc phòng |
| 2   | Quốc vụ khanh                                                   | Trần Văn Chương    |                                       |
| 3   | Tổng trưởng Ngoại giao                                          | Trần Văn Đỗ        |                                       |
| 4   | Tổng trưởng Tài chánh và Kinh tế                                | Trần Văn Của       |                                       |
| 5   | Tổng trưởng Canh nông                                           | Phan Khắc Sửu      |                                       |
| 6   | Tổng trưởng Lao động và Thanh niên                              | Nguyễn Tăng Nguyên |                                       |
| 7   | Tổng trưởng Giao thông Công chánh                               | Trần Văn Bạch      |                                       |
| 8   | Tổng trưởng Quốc gia Giáo dục                                   | Nguyễn Dương Đôn   |                                       |
| 9   | Tổng trưởng Y tế Xã hội                                         | Phạm Hữu Chương    |                                       |
| 10  | Bộ trưởng tại Phủ thủ tướng                                     | Trần Chánh Thành   |                                       |
| 11  | Bộ trưởng trực thuộc Phủ Thủ tướng phụ trách nhiệm vụ Thông tin | Lê Quang Luật      |                                       |
| 12  | Bộ trưởng Đặc nhiệm tại Phủ Thủ tướng                           | Phạm Duy Khiêm     |                                       |
| 13  | Bộ trưởng Quốc phòng                                            | Bùi Văn Thinh      |                                       |
| 14  | Bộ trưởng Kinh tế                                               | Nguyễn Văn Thoại   |                                       |
| 15  | Bộ trưởng Tài chánh                                             | Trần Hữu Phương    |                                       |

## Cải tổ lần 1
Thành phần nội các cải tổ ngày 24 tháng 9, 1954
| STT | Chức vụ                                     | Tên                 | Ghi chú                               |
| --- | ------------------------------------------- | ------------------- | ------------------------------------- |
| 1   | Thủ tướng                                   | Ngô Đình Diệm       | kiêm Tổng trưởng Nội vụ và Quốc phòng |
| 2   | Quốc vụ khanh, Ủy viên Quốc phòng           | Trần Văn Soái       | Trung tướng Hòa Hảo                   |
| 3   | Quốc vụ khanh, Ủy viên Quốc phòng           | Nguyễn Thành Phương | Thiếu tướng Cao Đài                   |
| 4   | Tổng trưởng Ngoại giao                      | Trần Văn Đỗ         |                                       |
| 5   | Tổng trưởng Tư pháp                         | Bùi Văn Thinh       |                                       |
| 6   | Tổng trưởng Thông tin và Chiến tranh Tâm lý | Phạm Xuân Thái      |                                       |
| 7   | Tổng trưởng Tài chánh                       | Trần Hữu Phương     |                                       |
| 8   | Tổng trưởng Kinh tế                         | Lương Trọng Tường   |                                       |
| 9   | Tổng trưởng Canh nông                       | Nguyễn Công Hầu     |                                       |
| 10  | Tổng trưởng Công chánh                      | Trần Văn Bạch       |                                       |
| 11  | Tổng trưởng Kế hoạch và Kiến thiết          | Nguyễn Văn Thoại    |                                       |
| 12  | Tổng trưởng Y tế                            | Huỳnh Kim Hữu       |                                       |
| 13  | Tổng trưởng Quốc gia Giáo dục               | Nguyễn Dương Đôn    |                                       |
| 14  | Tổng trưởng Lao động và Thanh niên          | Nguyễn Tăng Nguyên  |                                       |
| 15  | Tổng trưởng Cải cách Điền địa               | Nguyễn Đức Thuận    |                                       |
| 16  | Tổng trưởng Phụ tá Quốc phòng               | Hồ Thông Minh       |                                       |
| 17  | Bộ trưởng Đặc nhiệm Công vụ                 | Trần Ngọc Liên      |                                       |
| 18  | Bộ trưởng Đặc nhiệm Phủ Thủ tướng           | Bùi Kiện Tín        | trước 17 tháng 12, 1954               |
| 18  | Bộ trưởng Đặc nhiệm Phủ Thủ tướng           | Trần Trung Dung     | từ 17 tháng 12, 1954                  |
| 19  | Bộ trưởng Đặc nhiệm Phủ Thủ tướng           | Phạm Duy Khiêm      | trước 17 tháng 12, 1954               |
| 19  | Bộ trưởng Đặc nhiệm Phủ Thủ tướng           | Đinh Quang Chiêu    | từ 17 tháng 12, 1954                  |
| 20  | Bộ trưởng Nội vụ                            | Huỳnh Văn Nhiệm     |                                       |
| 21  | Thứ trưởng Nội vụ                           | Nguyễn Văn Cát      |                                       |

## Cải tổ lần 2
Thành phần nội các cải tổ ngày 10 tháng 5, 1955
| STT | Chức vụ                                     | Tên              | Ghi chú                     |
| --- | ------------------------------------------- | ---------------- | --------------------------- |
| 1   | Thủ tướng                                   | Ngô Đình Diệm    | kiêm Tổng trưởng Quốc phòng |
| 2   | Tổng trưởng Nội vụ                          | Bùi Văn Thinh    |                             |
| 3   | Tổng trưởng Tư pháp                         | Nguyễn Văn Sĩ    |                             |
| 4   | Tổng trưởng Ngoại giao                      | Vũ Văn Mẫu       |                             |
| 5   | Tổng trưởng Tài chánh Kinh tế               | Trần Hữu Phương  |                             |
| 6   | Tổng trưởng Thông tin                       | Trần Chánh Thành |                             |
| 7   | Tổng trưởng Quốc gia Giáo dục và Thanh niên | Nguyễn Dương Đôn |                             |
| 8   | Tổng trưởng Y tế và Xã hội                  | Vũ Quốc Thông    |                             |
| 9   | Tổng trưởng Lao động                        | Huỳnh Hữu Nghĩa  |                             |
| 10  | Tổng trưởng Canh nông                       | Nguyễn Công Viên |                             |
| 11  | Tổng trưởng Công chánh                      | Trần Văn Mẹo     |                             |
| 12  | Tổng trưởng Điền thổ và Cải cách Điền địa   | Nguyễn Văn Thời  |                             |
| 13  | Tổng trưởng đại diện Phủ Thủ tướng          | Nguyễn Hữu Châu  |                             |
| 14  | Tổng trưởng Phụ tá Quốc phòng               | Trần Trung Dung  |                             |